# 江藤類
江藤 類（えとう るい、1995年1月18日 - ）は、宮崎県出身のハンドボール選手。日本ハンドボールリーグのゴールデンウルヴス福岡所属。

## 経歴
福岡大学時代は2015年の第24回九州学生ハンドボールリーグ秋季大会で優秀選手に選ばれた。
2017年にトライアウトを経てフレッサ福岡へ加入。
2019年に新チーム・ゴールデンウルヴス福岡へ合流。

## 詳細情報

### 記録

#### 日本ハンドボールリーグ
- フィールドゴール初得点：2019年7月13日、対大同特殊鋼戦（うきは市立総合体育館「うきはアリーナ」）[4]

### 背番号
- 10 (2017年 - )